# اپرابیس
اپرابیس (انگلیسی: Operabase) یک پایگاه داده‌های آنلاین از اجراهای اپرا، تالارهای اپرا، هنرمندان و اجراکنندگان اپرا و مدیربرنامه‌های آنان است.
این پایگاه داده‌ها در سال ۱۹۹۶ میلادی توسط یک مهندس نرم‌افزار و دوستدار اپرا به نام «مایک گیب» پایه‌گذاری شد و در ابتدا هدفی جز سرگرمی و تفریح نداشت، اما پس از سه سال، به شغل و هدف اصلی او مبدل شد.
مجلهٔ تخصصی «اپرا»، این وبسایت را «جامع‌ترین منبع اطلاعات مربوط به اپرا» می‌داند.